# Гонфалоньєр

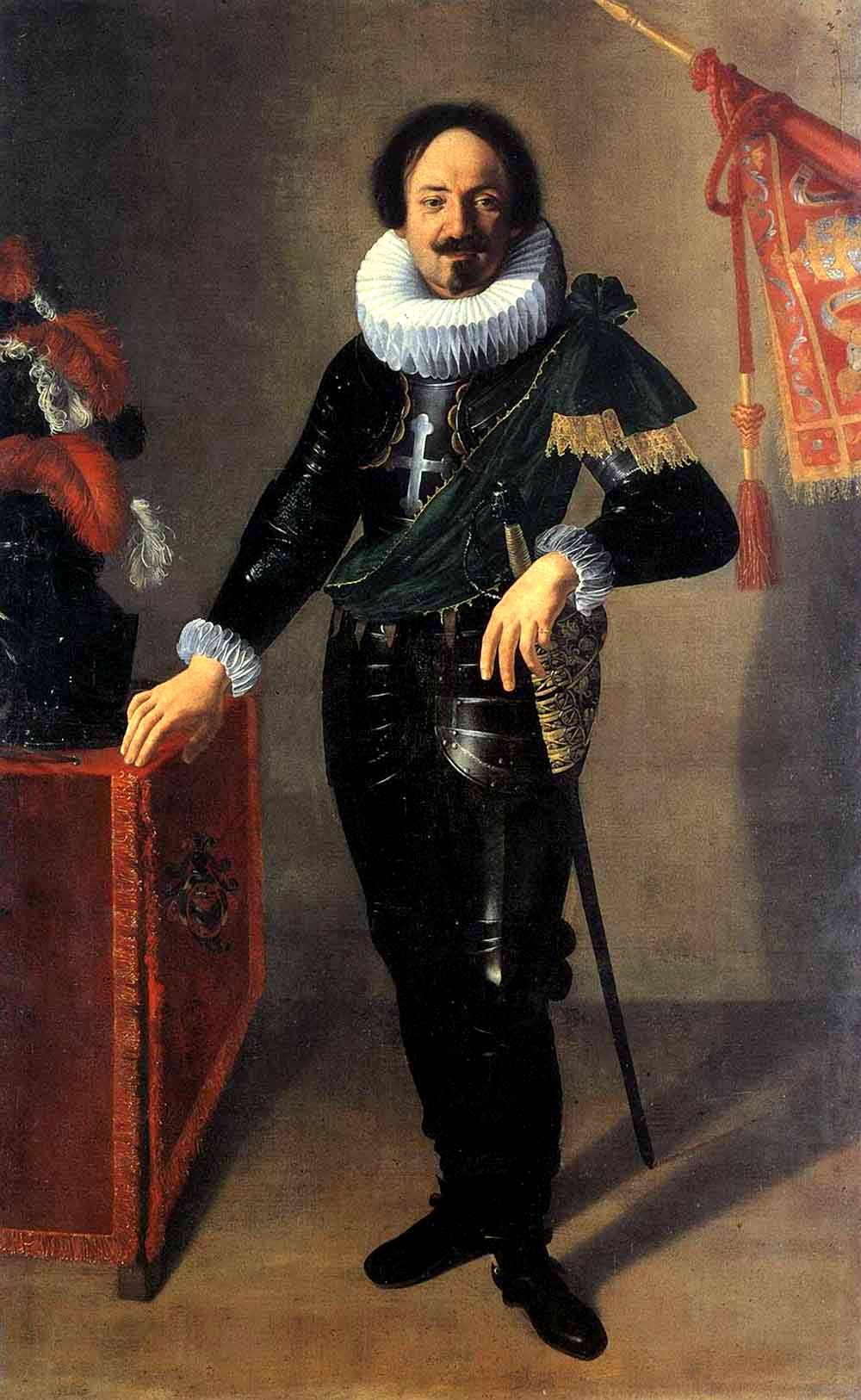
Портрет гонфалоньєра Болоньї П'єтро Жентіле.

Гонфалоньєр (італ. gonfaloniere — «прапороносець») — з середини XIII ст. голова уряду (італ. Signoria) у Флоренції та інших містах Італії. У 1289 у Флоренції була встановлена посада гонфалоньєра справедливості (правосуддя), який був головою Сеньйорії. Гонфалоньєр мав прапор певної форми і кольору — гонфалон, що символізував його владу. Йому була доручена охорона конституції «Встановлення справедливості».